# Siletz (ciutat)
Siletz (pronunciat sᵻˈlɛts, en tolowa : sii-let-ts'i) és una ciutat al comtat de Lincoln (Oregon, Estats Units) amb una població de 1.212 habitants d'acord al cens del 2010. La ciutat és a tocar de la reserva Siletz i és el lloc on es fa el Nesika Illahee Pow Wow a l'agost. Segons l'Oficina del Cens dels Estats Units, la ciutat té una superfície total de 0.63 milles quadrades (1.63 km2) de terra ferma.

## Cens del 2010
D'acord al censdel 2010 la ciutat tenia 1.212 habitants, 448 habitatges i 321 famílies. Tenia una densitat de 1,923.8 habitants per milla quadrada (742.8/km2). Hi havia 483 habitatges amb una densitat de 766.7 per milles quadrades (296.0/km2)  (766,7 habitants per milla quadrada)  . La composició racial de la ciutat era d'un 69,7% de blancs, un 0,4% d'afroamericans, un 18,4% de nadius americans, un 0,4% d'asiàtics, un 0,2% d'illencs del Pacífic, un 1,5% d'altres races i un 9,4% de dues o més races. Els hispans o llatins de qualsevol raça representaven el 5,0% de la població.
Hi havia 448 habitatges dels quals en un 33,9% hi vivien persones menors de 18 anys, en un 50,7% hi vivien parelles casades, en un 14,7% dones solteres, en un 6,3% homes sense muller, i en un 28,3% no hi vivien famílies. En el 21,0% dels habitatges hi vivien persones soles el 7,6% de les quals eren persones de 65 anys o més anys vivint soles. El nombre mitjà de persones a cada habitatge era de 2,67 i en cada família hi vivien de mitjana 3,07 persones.
La mitjana d'edat a la ciutat era de 42 anys distribuïts en les següents classes etàries: el 24,5% dels residents eren menors de 18 anys; el 7,1% tenia entre 18 i 24 anys; el 21,4% de 25 a 44; el 32,9% entre 45 i 64 anys; i el 14,3% tenia 65 anys o més. La raó de gènere de la ciutat era un 50,5% d'homes i un 49,5% de dones.

## Cens de l'any 2000
Segons el cens  del 2000 la ciutat tenia 1.133 habitants, 420 habitatges, i 315 famílies. La densitat era de 1,799.3 habitants per milla quadrada (694.7/km2)   . Hi havia 468 habitatges amb una densitat mitjana de 743.2 per milles quadrades (287.0/km2)  (743,2 per milla quadrada). La composició racial de la ciutat era un 71,23% de blancs, un  0,44% d'afroamericans, un 21,01% de nadius americans, un 0,71% d'asiàtics, un 0,09% d'illencs del Pacífic, un 0,44% d'altres races i un 6,09% de dues o més races. Els hispans o llatins de qualsevol raça eren l'1,85% de la població.
D'aquests 420 habitatges en un 36,9% hi vivien menors de 18 anys, en un 57,1% hi vivien parelles casades, en un 12,1% dones solteres i en un 25,0% no eren unitats familiars. En el 19,8% dels habitatges hi vivien persones soles el 9,5% de les quals corresponien a persones de 65 anys o més vivint soles. El nombre mitjà de persones a cada habitatge era de 2,70 i en cada família hi vivien de mitjana 3,04 persones.
Per edats la ciutat, la població estava distribuïda en les següents franges etàries: un 28,9% tenia menys de 18 anys, un 7,5% entre 18 i 24, un 28,9% entre 25 i 44, un 22,6% entre 45 i 60 i un 12,1% 65 anys o més. La mitjana d'edat era de 36 anys. Per cada 100 dones hi havia 104,5 homes. Per cada 100 dones de 18 o més anys hi havia 99,8 homes.
La renda mediana per habitatge era de 38.542 $ i la renda mediana per família de 42.250 $. Els homes tenien una renda mediana de 32.153 $ mentre que entre les dones era de 21.250 $. La renda per capita de la població era de 14.690 $. Al voltant de l'11,0% de les famílies i el 15,4% de la població estaven per davall del llindar de pobresa, incloent el 20,6% dels menors de 18 anys i el 8,1% dels 65 o més.